# Escíato (cidade)
Escíato (em grego: Σκιάθος) é uma cidade localizada na ilha de Escíato, no Mar Egeu, pertencente à Grécia. A cidade de Escíato conta com uma escola, um liceu, um ginásio, várias igrejas, bancos, um correio e uma praça. A cidade também possui um porto que abriga pequenas embarcações e de onde partem serviços de balsa que conectam Escíato a Escópelos, Vólos, Agios Konstantinos e o restante da Grécia.